# Idaea grisata
Idaea grisata är en fjärilsart som beskrevs av Fabricius 1777. Idaea grisata ingår i släktet Idaea och familjen mätare. Inga underarter finns listade i Catalogue of Life.